# アンソニー・カカーチェ
アンソニー・カカーチェ（Anthony Cacace、1989年2月2日 - ）は、アイルランドのプロボクサー。ベルファスト出身。元IBF世界スーパーフェザー級王者。

## 来歴
2012年2月25日、ベルファストのエメラルド・ロードハウスでプロデビュー戦を行い、初回1分5秒TKO勝ちを収めた。
2017年7月15日、ロンドンのウェンブリー・アリーナでBBBofC英国スーパーフェザー級王者マーティン・ジョセフ・ウォードとコモンウェルス同級王座決定戦を行い、キャリア初黒星となる12回0-3の判定負けを喫し王座獲得に失敗した。
2019年11月30日、バーミンガムのバークレイカード・アリーナでBBBofC英国スーパーフェザー級王者サム・ボーエンとBBBofC英国同級タイトルマッチを行い、12回2-1の判定勝ちを収め王座獲得に成功した。
2022年9月24日、マンチェスターのマンチェスター・アリーナでIBO世界スーパーフェザー級王者マイケル・マグネシとIBO世界同級タイトルマッチを行い、12回2-1の判定勝ちを収め王座獲得に成功した。
2024年5月18日、サウジアラビア・リヤドのキングダム・アリーナにてタイソン・フューリー対オレクサンドル・ウシクの前座で、IBF世界スーパーフェザー級王者ジョー・コルディナに挑戦し、3回にコルディナからダウンを奪い、8回39秒TKO勝ちを収めIBF王座獲得に成功するとともにIBO王座2度目の防衛に成功した。
2024年9月21日、ブレント区ウェンブリーのウェンブリー・スタジアムにてダニエル・デュボア対アンソニー・ジョシュアの前座で、1階級下の元IBF世界フェザー級王者のジョシュ・ワーリントンとIBF・IBO世界スーパーフェザー級タイトルマッチを行う予定だったが、カカーチェがIBF世界同級1位の指名挑戦者エドゥアルド・ヌニェスとの指名試合を拒否しIBF世界同級ランク圏外のワーリントンと対戦することをIBFが認めなかったため、試合にIBF王座が賭けられないこととカカーチェが勝利すればIBF王座を保持し、敗戦すればIBF王座を剥奪することを条件にIBO世界同級タイトルマッチとして行われることとなり、試合は12回3-0（118-110、117-111×2）判定勝ちを収め3度目のIBO王座防衛に成功した。
2025年1月31日、ファンの記憶に残る大規模な試合に出場することを理由に同日付でIBF世界スーパーフェザー級王座を返上した。
2025年8月16日、サウジアラビア・リヤドにて元WBA世界フェザー級王者でWBA・WBC・IBF世界スーパーフェザー級4位およびWBO世界同級5位のレイモンド・フォードと対戦する予定だったが、カカーチェが背中を負傷したため欠場した。

## 戦績
- プロボクシング：25戦 24勝（9KO）1敗

| 戦           | 日付           | 勝敗 | 時間     | 内容    | 対戦相手                       | 国籍           | 備考                                                                                  |
| ------------ | -------------- | ---- | -------- | ------- | ------------------------------ | -------------- | ------------------------------------------------------------------------------------- |
| 1            | 2012年2月25日  | ☆    | 1R 1:05  | TKO     | ベン・ウェイガー               | イギリス       | プロデビュー戦                                                                        |
| 2            | 2012年4月7日   | ☆    | 4R       | 判定    | クリスチャン・ライト           | イギリス       |                                                                                       |
| 3            | 2012年7月21日  | ☆    | 6R 1:32  | TKO     | ミッキー・カバニー             | イギリス       |                                                                                       |
| 4            | 2012年9月7日   | ☆    | 8R       | 判定    | アルバラス・バルシス           | リトアニア     |                                                                                       |
| 5            | 2012年11月3日  | ☆    | 1R 3:09  | TKO     | ミッキー・カバニー             | イギリス       | アイルランドスーパーフェザー級タイトルマッチ                                          |
| 6            | 2012年12月8日  | ☆    | 4R       | 判定    | ユーセフ・アル＝ハミディ       | シリア         |                                                                                       |
| 7            | 2013年3月9日   | ☆    | 6R       | 判定    | ゾルト・ナジ                   | ハンガリー     |                                                                                       |
| 8            | 2013年10月12日 | ☆    | 4R       | 判定3-0 | オスネル・チャールズ           | アメリカ合衆国 |                                                                                       |
| 9            | 2014年9月6日   | ☆    | 2R 2:09  | TKO     | ダヴィド・クナーデ             | ポーランド     |                                                                                       |
| 10           | 2014年12月6日  | ☆    | 6R       | 判定    | シマス・ボロシナス             | リトアニア     |                                                                                       |
| 11           | 2015年2月28日  | ☆    | 8R       | 判定    | サンチアゴ・バストス           | スペイン       |                                                                                       |
| 12           | 2015年6月14日  | ☆    | 3R 1:39  | TKO     | カロリー・ラカトス             | ハンガリー     |                                                                                       |
| 13           | 2015年10月16日 | ☆    | 10R 2:51 | KO      | ロニー・クラーク               | イギリス       | BBBofCセルティックスーパーフェザー級王座決定戦                                        |
| 14           | 2016年9月3日   | ☆    | 1R 終了  | TKO     | ジェイミー・クイン             | イギリス       |                                                                                       |
| 15           | 2016年11月19日 | ☆    | 6R       | 判定    | レオネル・エルナンデス         | ニカラグア     |                                                                                       |
| 16           | 2017年7月15日  | ★    | 12R      | 判定0-3 | マーティン・ジョセフ・ウォード | イギリス       | BBBofC英国スーパーフェザー級タイトルマッチ コモンウェルススーパーフェザー級王座決定戦 |
| 17           | 2017年12月21日 | ☆    | 6R       | 判定    | レイナルド・モーラ             | ニカラグア     |                                                                                       |
| 18           | 2019年2月23日  | ☆    | 8R       | 判定    | アラン・カスティージョ         | アルゼンチン   |                                                                                       |
| 19           | 2019年11月30日 | ☆    | 12R      | 判定2-1 | サム・ボーエン                 | イギリス       | BBBofC英国スーパーフェザー級タイトルマッチ                                            |
| 20           | 2021年8月28日  | ☆    | 12R      | 判定3-0 | リヨン・ウッドストック         | イギリス       | BBBofC英国防衛1                                                                       |
| 21           | 2022年9月24日  | ☆    | 12R      | 判定2-1 | マイケル・マグネシ             | イタリア       | IBO世界スーパーフェザー級タイトルマッチ                                               |
| 22           | 2023年5月27日  | ☆    | 12R      | 判定3-0 | ダミアン・ヴシェシンスキ       | ポーランド     | IBO防衛1                                                                              |
| 23           | 2024年5月18日  | ☆    | 8R 0:39  | TKO     | ジョー・コルディナ             | イギリス       | IBF世界スーパーフェザー級タイトルマッチ IBF獲得・IBO防衛2                             |
| 24           | 2024年9月21日  | ☆    | 12R      | 判定3-0 | ジョシュ・ワーリントン         | イギリス       | IBO防衛3                                                                              |
| 25           | 2025年5月10日  | ☆    | 9R 2:15  | TKO     | リー・ウッド                   | イギリス       | IBO防衛4                                                                              |
| テンプレート |                |      |          |         |                                |                |                                                                                       |

## 獲得タイトル
- アイルランドスーパーフェザー級王座
- BBBofCセルティックスーパーフェザー級王座
- BBBofC英国スーパーフェザー級王座
- IBO世界スーパーフェザー級王座（防衛4）
- IBF世界スーパーフェザー級王座（防衛0=返上）